# Save yourself, I'll hold them back
«Save yourself, I'll hold them back» es una canción de la banda estadounidense de rock My Chemical Romance. Es la novena pista de su álbum Danger days: the true lives of the Fabulous Killjoys, publicado en 2010.
El guitarrista Frank Iero ha dicho lo siguiente: «Es una canción que surgió en el comienzo de la composición, y luego fue desestimada, luego retornó, luego fue desestimada y luego retornó nuevamente. Es una canción de la que en realidad existen tres o cuatro versiones; como es una melodía tan buena, esta puede existir en muchas sensaciones distintas, diferentes tempos y diferentes géneros. Una de las cosas sobre esta banda es que siempre hemos agotado cada oportunidad al escribir una canción [...], y la experimentamos más rápido, más limpia o quizás acústica, simplemente para ver dónde quiere vivir la canción y asegurarnos de que encontramos la forma adecuada, y nos tomó un tiempo antes de que encontráramos la forma adecuada».
El vocalista Gerard Way ha comentado que «Save yourself, I'll hold them back» es «la parte más dura y agresiva del disco». También ha dicho que «continué haciendo referencias a “Living after midnight” de Judas Priest. Los versos fueron Judas Priest, los estribillos fueron Bon Jovi y un poco de Three cheers for sweet revenge encima de ella. Quise que fuera como una canción de heavy metal y cuero». Destaca que está muy ambientada en el mundo creado para Danger days, y que se puede oír «esta especie de desierto de ciencia ficción en el comienzo de la canción».
Dan Martin de la revista NME ha comentado sobre la canción lo siguiente: «Literariamente es territorio familiar para lo que My Chemical Romance siempre ha hecho: “Esto no es una habitación llena de suicidios”, dando espacio para el renovado sentido de determinación de la banda: “Podemos vivir para siempre si es que tienes el tiempo”». Martin también ha dicho acerca de estas líneas que «es como si [Gerard Way] lo hubiera escrito con el artículo del Daily Mail de “guerra al emo” en la mano». El cantante, por su parte, dijo en enero de 2010 que «[la frase “Esto no es una habitación llena de suicidios”] quiere decir que esta es una habitación llena de sobrevivientes. Y este disco es acerca de la verdad, acerca de vivir y sobrevivir»; en el mismo sentido, ha señalado que «el mensaje de la canción es que las personas que tienen algo en qué creer son más importantes que quienes se victimizan», y que en la letra del tema «estaba tratando de dejarle un mensaje a mi hija. Quiero que este disco sea para ella a sus quince años, o algo así. Esa es la noción de la que surge “Save yourself, I'll hold them back” [...]. Quiero que cuando ella mire atrás, si le llegara a pasar algo a su padre o su tío, viera que estos tipos dijeron: “Nosotros, en realidad, no fuimos necesariamente siempre unas víctimas”».